# Suregada occidentalis
Suregada occidentalis là một loài thực vật có hoa trong họ Đại kích. Loài này được (Hoyle) Croizat miêu tả khoa học đầu tiên năm 1942.